# Туровский, Семён Абрамович
Семён Абра́мович Туро́вский (1895—1937) — советский военачальник, комкор, кавалер ордена Красного Знамени. Расстрелян в ходе репрессий в РККА (1937). Реабилитирован 29 сентября 1956 года.

## Ранние годы
Родился в 1895 в Чернигове, сын крупного черниговского предпринимателя, еврей. Юношей вышел из-под влияния родителей и посвятил себя революционной деятельности. Его старший брат и сестра также занимались революционной деятельностью. Брат был организатором межпартийной боевой дружины и в 1905 году его убили черносотенцы. Старшая сестра Туровского впоследствии эмигрировала в Швейцарию.

## Первая мировая война
В первые дни войны Туровского арестовали за расклейку антивоенных прокламаций и на два года сослали в окрестности Вятки. Был призван на военную службу.  В 1916 году получил звание унтер-офицера понтонного батальона.

## Гражданская война
В январе 1918 вступил в отряд Красной гвардии в Киеве.
Организаторские способности и военное дарование Туровского в полной мере развернулись в Червонном казачестве. Службу он начал[прояснить] заместителем командира 1-го полка Червонного казачества — (1-го Днепровского отряда РСФСР) в Почепе летом 1918. Во время дальнейшей службы Туровский был начальником штаба 1-й конной бригады Червонного казачества, 8-й конной дивизии Червонного казачества, 1-го кавалерийского корпуса Червонного казачества, а в отсутствие Примакова принимал на себя всю полноту ответственности за войска.
В 1920 Приказом председателя РВСР № 68 исполняющий должность начштаба 8-й кавдивизии С. А. Туровский, «за отличия в бою у станции Поныри и у города Льгова», награждён орденом Красного Знамени.
С 1924 по 1926 начальник Ленинградской Высшей кавалерийской школы.
В Ленинграде Семён Абрамович проживал с женой Евгенией, которая заведовала РОНО Нарвского района.
1927—1928 командир 11-й стрелковой дивизии.
1928—1930 начальник штаба 1-го кавалерийского корпуса Червонного казачества.
1930—1932 командир 12-го стрелкового корпуса Приволжского военного округа.
1932—1935 армейский инспектор Киевского военного округа.
1935—1936 заместитель командующего войсками Харьковского военного округа. Одновременно член Военного Совета при наркоме обороны СССР.
12-17 сентября 1935 С. А. Туровский принимал участие в окружных тактических учениях Киевского военного округа — Киевских манёврах. Войска, принимавшие участие в маневрах, имели условное обозначение — «синие» и «красные». Сторону «синих» возглавлял командующий войсками Харьковского военного округа И. Н. Дубовой. «Красными» командовал его заместитель С. А. Туровский. Руководил учениями командующий войсками Киевского военного округа И. Э. Якир.
Народный комиссар обороны СССР К. Е. Ворошилов объявил благодарность руководителям, проводившим учения, в их числе был и С. А. Туровский.
20 ноября 1935 года приказом народного комиссара обороны СССР № 2395 Туровскому присвоено военное звание комкор.
Член Центрального Исполнительного Комитета СССР, член Всеукраинского Центрального Исполнительного Комитета, член Центрального Комитета Коммунистической партии (большевиков) Украины.

## Арест и гибель
Туровский был арестован 4 сентября 1936 года по обвинению в измене Родине, контрреволюционной деятельности и совершении терактов. 1 июля 1937 года расстрелян. Реабилитирован 29 сентября 1956 года.